# Eparchie Minya
Die Eparchie Minya (lat.: Eparchia Hermopolitana) ist eine Eparchie der mit der römisch-katholischen Kirche unierten koptisch-katholischen Kirche mit Sitz in Al-Minya in Ägypten.

## Geschichte
Das koptische Patriarchat gründete die Eparchie am 26. November 1895. Am 7. Januar 2020 gab die Eparchie Gebietsanteile zur Errichtung der Eparchie Abu Qurqas ab.

## Bischöfe von Minya
- Joseph-Maxime Sedfaoui (6. März 1896 – 13. Januar 1925)
- Francesco Basilio Bistauros (10. August 1926 – 30. November 1934)
- Giorgio Baraka (8. Juli 1938 – 9. Dezember 1946)
- Paul Nousseir (21. Januar 1950 – 24. Januar 1967)
- Isaac Ghattas (8. Mai 1967 – 8. Juni 1977)
- Antonios Naguib (26. Juli 1977 – 29. September 2002)
- Ibrahim Isaac Sidrak (29. September 2002 – 18. Januar 2013, dann Patriarch von Alexandria)
- Kamal Fahim Awad Boutros Hanna (8. April 2013[1] – 7. Oktober 2020)
- Basilios Fawzy Al-Dabe (seit 3. November 2020)

## Statistik
| Jahr | Bevölkerung | Bevölkerung | Bevölkerung | Priester     | Priester         | Priester       | Priester               | Ständige Diakone | Ordensleute  | Ordensleute      | Pfarreien |
| Jahr | Katholiken  | Einwohner   | %           | Gesamtanzahl | Diözesanpriester | Ordenspriester | Katholiken je Priester | Ständige Diakone | Ordensbrüder | Ordensschwestern |           |
| ---- | ----------- | ----------- | ----------- | ------------ | ---------------- | -------------- | ---------------------- | ---------------- | ------------ | ---------------- | --------- |
| 1949 | 11.491      | 2.777.024   | 0,4         | 18           | 13               | 5              | 638                    |                  |              |                  | 20        |
| 1969 | 14.000      | 5.219.194   | 0,3         | 25           | 19               | 6              | 560                    |                  | 10           | 66               | 19        |
| 1980 | 19.541      | ?           | ?           | 37           | 28               | 9              | 528                    |                  | 10           | 71               | 28        |
| 1990 | 20.503      | ?           | ?           | 35           | 31               | 4              | 585                    |                  | 5            | 15               | 21        |
| 2000 | 39.504      | ?           | ?           | 34           | 33               | 1              | 1.161                  |                  | 1            | 13               | 26        |
| 2003 | 40.530      | ?           | ?           | 42           | 41               | 1              | 965                    |                  | 2            | 9                | 26        |
| 2016 | 52.037      | ?           | ?           | 70           | 66               | 4              | 743                    |                  | 9            | 40               | 30        |